# مقاطعة كول (ميزوري)
مقاطعة كول (بالإنجليزية: Cole County)‏ هي إحدى المقاطعات في ولاية ميزوري في الولايات المتحدة الأمريكية.